# 19 Pułk Lotnictwa Transportowego

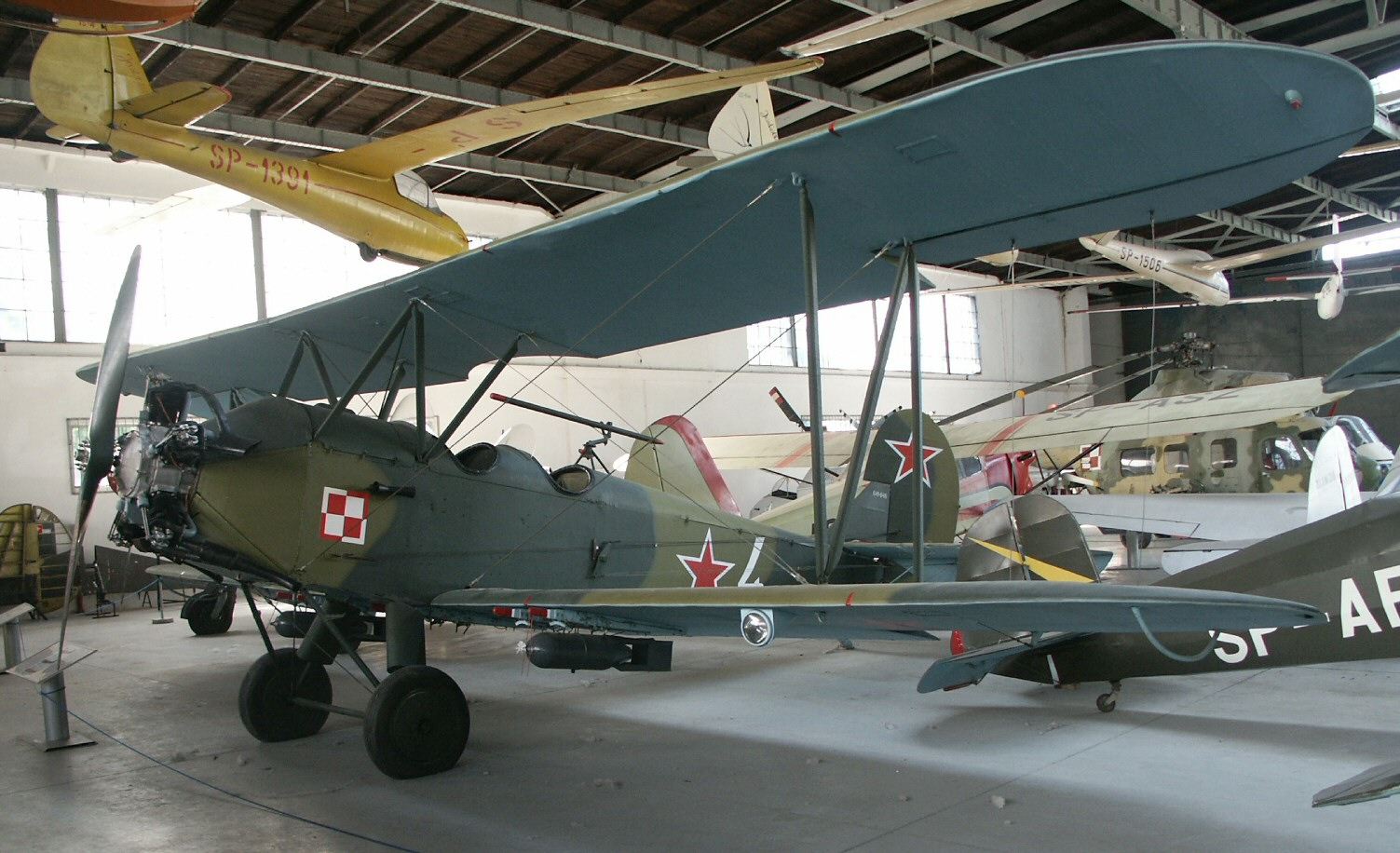
Po-2

19 Samodzielny Pułk Lotnictwa Transportowego (19 plt) – oddział lotnictwa transportowego ludowego Wojska Polskiego.

## Formowanie i zmiany organizacyjne
14 kwietnia 1945 roku ze Związku Radzieckiego przybył do Polski 19 samodzielny pułk lotnictwa transportowego. Jednostka została włączona w skład lotnictwa WP z przeznaczeniem dla lotnictwa cywilnego. Posiadała 48 samolotów Po-2.
W październiku został rozwiązany oddział lotnictwa cywilnego w Dowództwie Lotnictwa WP. Rozformowano również podległe mu jednostki lotnicze, a sprzęt przekazano Departamentowi Lotnictwa Cywilnego i „Lot”.